# Panda Security
Panda Security S.L., anteriorment Panda software, és una companyia multinacional de seguretat informàtica fundada el 1990 per l'exdirector general de Panda, Mikel Urizarbarrena, a la ciutat de Bilbao (País Basc). Centrada inicialment en la producció de programari antivirus, la companyia ha expandit la seva línia d'aplicacions per incloure tallafocs, aplicacions per a la detecció de correu brossa i programari espia, tecnologia per a la prevenció del cibercrim, aplicacions de seguretat i altres eines de seguretat i gestió per a empreses i usuaris domèstics.
Els productes de Panda inclouen eines de seguretat per a usuaris domèstics i empreses, incloent protecció contra el cibercrim i tipus de programari maliciós que poden danyar sistemes d'informació, com spam, furoners, programari espia, dialers i contingut web no desitjat, així com detecció d'intrusions en xarxes WiFi. Les seves tecnologies patentades, anomenades TruPrevent, són un conjunt de capacitats proactives encaminades a bloquejar virus desconeguts i intrusos.

## Panda Antivirus
Panda Antivirus és un programa antivirus creat l'any 1990 per l'empresa basca Panda Security. El 2014 els productes de l'empresa es trobaven traduïts a 23 idiomes i eren utilitzats per milions d'usuaris de 195 països d'arreu del món.
Panda Security ofereix una gran varietat de productes orientats a diferents tipus de client, des d'usuaris domèstics, fins a solucions per a grans empreses.

### Per a Windows
- Panda Cloud Antivirus Free[3]
- Panda Antivirus Pro[4]
- Panda Internet Security[5]
- Panda Global Protection
- Panda Gold Protection

### Per a Android
- Panda Mobile Security[6]
- Panda Global Protection
- Panda Gold Protection

### Per a Mac
- Panda Antivirus for Mac
- Panda Global Protection[7]
- Panda Gold Protection[8]